# Jaipurhat (zila)
Jaipurhat (en bengalí: জয়পুরহাট) es un zila o distrito de Bangladés que forma parte de la división de Rajshahi.
Comprende 5 upazilas en una superficie territorial de 966 km² : Akkelpur, Joipurhat, Kalai, Khetlal y Panchbibi.
La capital es la ciudad de Jaipurhat.

## Upazilas con población en marzo de 2011
- Akkelpur 137,619
- Jaipurhat Sadar 289,058
- Kalai 143,197
- Khetlal 108,326
- Panchbibi 235,568

## Demografía
Según estimación 2010 contaba con una población total de 965.404 habitantes.